# Доброводи (протомісто)
 Доброво́ди — поселення-протомісто трипільської культури (етап СІ, томашівська група) IV тисячоліття до н. е., розташоване поблизу села Доброводи Уманського району Черкаської області і назване на його честь. Згідно з дослідженнями вчених, у місті могли мешкати понад 10 тис. жителів, а загальна площа становила 2.5 км ². Заснування якого датується 3900 — 3800 років до н. е.   Використавши аерофотозйомку, вдалося визначити фортифікаційні споруди міста з кварталами й вулицями. Включено в список найбільших міст в історії людства — List of largest cities throughout history.

## Історія дослідження
Поселення обстежувалось Стефановичем В.А. у 1960-ті рр. Військовий фотограф Шишкін К. В. здійснив дешифровку аерофотознімка та складено план поселення (1973).
У 1981–1982 роках загін Трипільської експедиції Інституту археології АН УРСР під керівництвом Мовші Т. Г. провів розкопки решток трьох наземних жител та здійснив фіксацію ще декількох десятків жител, зруйнованих глибокою оранкою, на основі чого було складено план центрального сектора поселення.
Основна частка матеріалів з досліджень 1981–1982 зберігається в наукових фондах Інституту археологи НАНУ, окремі зразки кераміки (посуд, модель житла) — в Національному історико-етнографічному заповіднику «Переяслав».

## Опис поселення
Площа поселення — близько 250 га. Житла розміщені кількома кільцями. За даними археолого-магнітометричних досліджень у північній частині поселення відмічена квартальна забудова.
Розкопані житла мали стандартний розмір 12×5 м з типовим для будівель томашівської групи інтер'єром: піч, довга лава-подіум під стіною, круглий жертовник, піфоси. Під кутом одного з жител виявлено ритуальне поховання черепа бик.
Основну категорію знахідок становлять уламки посуду, зібрані на поверхні та з розкопів. Переважає столовий посуд з розписом темно-коричневою фарбою по жовтогарячому ангобу. Знайдено фрагмент моделі житла з піччю, аналогічною відомій Сушківській моделі житла.
Координати - 48.76363, 30.3816